# Спенсер, Уолтер Болдуин
Уолтер Болдуин Спенсер (англ. Walter Baldwin Spencer) — англо-австралийский зоолог и антрополог.

## Биография
Родился в 1860 году в Стретфорде. В 1880 году поступил в Оксфордский университет, в котором окончил курс в 1883 году. В 1887 году назначен ординарным профессором в Мельбурнский университет.
Научные работы Спенсера относятся главным образом к морфологии животных. Помимо публикаций об австралийских земляных червях, в частности  по анатомическому строению Megascolides australis, Спенсер обратил на себя внимание работой о теменном глазе ящериц и клювоголовых — «On the presence and structure of the pineal eye in Lacertilia» (1886). Участвовал в издании отчёта и обработке материала научной экспедиции Горна в Центральную Австралию. Вместе с Фрэнсисом Гилленом Спенсер опубликовал описание племён туземцев центральной Австралии.

## Эпонимы
- Варан Спенсера